# Авторадіометричний спосіб сортування

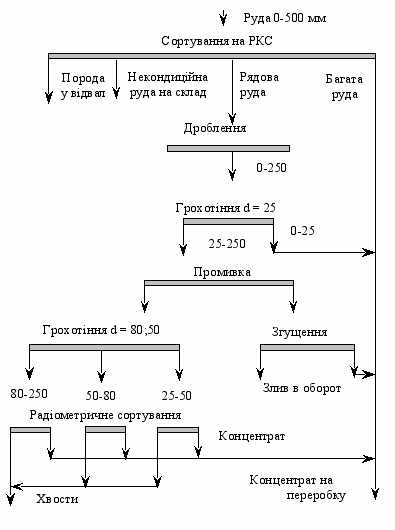
Схема радіометричного сортування уранової руди

Авторадіометричний спосіб сортування — спеціальний метод збагачення корисних копалин.
Цей спосіб застосовується для збагачення природно-радіоактивних руд — уранових, торієвих. Ці руди ґенерують α, β, γ-випромінювання. α і β-випромінювання сильно розсіюються. Тому в авторадіометричних сепараторах використовують γ-випромінювання.
Авторадіометричне сортування використовують тільки для чисто уранових і комплексних уранових руд.
Вміст урану в уранових рудах коливається від 3 % (1-й сорт) до 0.1 % (4-й сорт).
До комплексних руд належать:
- золото-уранові;
- фосфорно-уранові;
- урано-ванадієві;
- урано-мідні;
- урано-піритні;
- вугілля і сланці, що містять уран із вмістом урану від 0.01 до 0.05 %.

Нижня межа крупності уранових руд 25 мм.